# Nina Kolarič
Nina Kolarič, slovenska atletinja, * 12. december 1986, Ptuj.
Kolaričeva je za Slovenijo nastopila na Poletnih olimpijskih igrah 2008 v Pekingu, kjer je v skoku v daljino v kvalifikacijski skupini osvojila 26. mesto in se ni uvrstila v nadaljnje tekmovanje. 
Na Sredozemskih igrah 2009 v Pescari je v isti disciplini osvojila bronasto medaljo.